# Севастьян
Севастиан, Севастья́н или Себастьян — мужское имя, в переводе с греческого языка — «посвящённый», «священный», «высокочтимый». В греческом языке есть и соответствующее женское имя — «Севастиана», однако в русском языке оно практически не встречается.
Оно принесено в русский язык из Византии, причём именно в форме произношения β как [в]. Связано с почитаемым святым мучеником Севастьяном Медиоланским, память которого отмечается 18 (31) декабря.

## Фамилии
В настоящее время[когда?] в русском языке употребляется крайне редко (практически только у монахов), однако фамилии, произошедшие от данного имени — Севастьянов, Севостьянов и Савостьянов достаточно распространены.